# ثيودور لايمان
ثيودور ليمان الرابع (بالإنجليزية: Theodore Lyman)‏ هو أستاذ جامعي وفيزيائي أمريكي، ولد في 23 نوفمبر 1874 في بوسطن في الولايات المتحدة، وتوفي في 11 أكتوبر 1954 في كامبريدج في الولايات المتحدة.